# Jotapa III Filadelf
Jotapa III Filadelf, właśc. Julia Jotapa III Filadelf (gr. Ἰούλια Ἰωτάπη Φιλαδελφος, Ioúlia Iōtápē Filadelfos) (ur. przed 17, zm. ok. 52 n.e.) – córka króla Kommageny Antiocha III Filokajsara oraz królowej Jotapy II.
Rodzice Jotapy byli rodzeństwem z tej samej matki i ojca, którzy byli małżeństwem. Jotapa i jej brat byli bardzo młodzi, kiedy zmarł ich ojciec Antioch III Filokajsar w 17 r. Tyberiusz, cesarz rzymski, uzgodnił z obywatelami Kommageny, by przyłączyć ich królestwo do rzymskiej prowincji Syrii. Między 17 a 38 r. Jotapa otrzymała wraz z bratem obywatelstwo rzymskie oraz imię Julia. Żyła i mieszkała z bratem w Rzymie. Przebywała na dworze Antonii Młodszej. Antonia była bardzo wpływową kobietą nadzorującą krąg różnych książąt i księżnych. Jej krąg brał udział w politycznym zachowywaniu granic cesarstwa rzymskiego i spraw państw klienckich.
W 38 r. cesarz rzymski Kaligula przywrócił Jotapie i jej bratu ojcowskie dziedzictwo. Dodatkowo cesarz powiększył ich terytorium o Cylicję Trachejską graniczącą z brzegiem morskim. Kaligula dorzucił też wszystkie dochody i cały zysk z ceł, które wpłynęły przez ten cały okres panowania rzymskiego w Kommagenie, czyli sto milionów sestercjów. Powody dla których postanowił przywrócić królestwo z takimi ogromnymi zasobami pozostają niejasne; prawdopodobnie to posunięcie cesarza było wynikiem jego przyjaźni z lat młodzieńczych z książętami pobierającymi naukę w Rzymie, wśród których był jej brat Antioch IV. Jednak ta przyjaźń nie trwała długo, bowiem straciła z bratem królestwo, by później zostać ponownie przywrócona do władzy przez cesarza Klaudiusza w 41 r.
Jotapa III Filadelf była siostrą i żoną króla Kommageny Gajusza Juliusza Antiocha IV Epifanesa oraz królową Kommageny. Z mężem miała czworo dzieci (dwóch synów i dwie córki):
- Gajusz Juliusz Archelaos Antioch Epifanes, przyszły małżonek Klaudii Kapitoliny, córki Tyberiusza Klaudiusza Balbillusa, prefekta Egiptu; miał z nią syna i córkę:
  - Gajusz Juliusz Epifanes Filopappos, konsul rzymski z r. 109
  - Julia Balbilla (ok. 130)
- Gajusz Juliusz Kallinikos
- Jotapa, późniejsza żona Aleksandra IV, króla Cylicji
- córka nieznanego imienia

Prawdopodobnie zmarła przed aneksją królestwa Kommageny przez cesarza rzymskiego Wespazjana w 72 r. Brat Antioch IV uczcił jej pamięć przez założenie miasta Jotape, nazwane od jej imienia (ob. Aytap, Turcja). Na odnalezionych monetach jej tytuł królewski brzmi królowa Jotapa Filadelf (gr. ΒΑΣΙΛΙΣΣΑ ΙΩΤΑΠΗ ΦΙΛΑΔΕΛΦΟΣ). Przydomek grecki Filadelf („Miłująca brata”) wyjawia nam, że była siostrą-małżonką Antiocha IV.